# Itō Sei

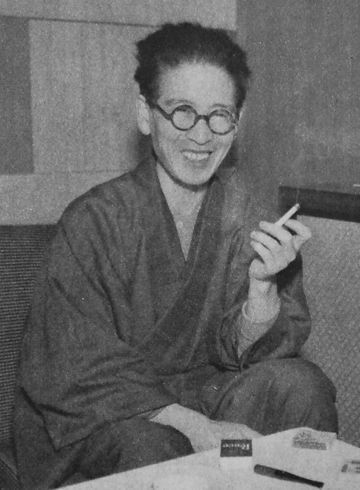
Itō Sei

Itō Sei (japanisch 伊藤 整, eigentlich Itō Hitoshi gelesen; * 16. Januar 1905 in Otaru; † 15. November 1969 in Tōkyō) war ein japanischer Schriftsteller, Übersetzer und Literaturkritiker.

## Leben und Wirken
Itō besuchte die Handelsschule von Otaru und begann ein Studium an der Handelshochschule Tokio (heute Hitotsubashi-Universität), das er jedoch nicht abschloss. 1926 veröffentlichte er den Gedichtband Yukiakari no michi (雪明りの路) – „Schneeschmelze am Weg“. In den 1930er Jahren beteiligte er sich an der ersten Übersetzung von James Joyce’ Roman Ulysses ins Japanische. Bekannt als Übersetzer wurde er aber erst durch seine Übertragung von D. H. Lawrence’ Roman Lady Chatterley's Lover (1950).
In den 1950er und 1960er Jahren machte sich Itō vor allem einen Namen als Literaturkritiker. Daneben verfasste er mehrere sehr erfolgreiche Romane und erhielt den Preis der Japanischen Akademie der Künste Nihon geijutsuin-shō. Eine vierundzwanzigbändige Ausgabe seiner Werke (Itō Sei zenshū) erschien 1972–74. Seit 1990 vergibt seine Geburtsstadt Otaru zu seinem Gedenken den Itō-Sei-Literaturpreis.